# Fiménil
Fiménil település Franciaországban, Vosges megyében. Lakosainak száma 232 fő (2022. január 1.). Fiménil Laval-sur-Vologne, Laveline-du-Houx, Lépanges-sur-Vologne, Prey, Beauménil és Champ-le-Duc községekkel határos.

## Népesség
A település népességének változása:
| Lakosok száma | 232  | 226  | 229  | 227  | 227  | 227  | 227  | 226  | 232  |
|               | 2013 | 2015 | 2016 | 2017 | 2018 | 2019 | 2020 | 2021 | 2022 |